# Route nationale 44 (France)
Pour les articles homonymes, voir Route nationale 44.
La route nationale 44, ou RN 44, est une route nationale française  reliant La Veuve à Vitry-le-François. Avant le déclassement de 2006, elle reliait aussi Cambrai à Vitry-le-François

## Historique
En 1824, la route nationale 44 reliait Bonavis, au sud de Cambrai, à Châlons-sur-Marne (aujourd'hui Châlons-en-Champagne). Le tronçon de Châlons-sur-Marne à Vitry-le-François appartenait alors à l'ancienne route nationale 4 ; il a été transféré à la RN 44 dans les années 1950, lorsque le tronçon de Paris à Vitry-le-François via Rozay-en-Brie et Esternay fut rattaché à la RN 4. Le parcours de la RN 44 fut également modifié à son autre extrémité : le tronçon Saint-Quentin - Bonavis prit le numéro 44bis  alors que la RN 44 atteignait Arras en remplaçant la RN 336 sur le tronçon Saint-Quentin - Estrées-en-Chaussée, la RN 338 sur le tronçon Estrées-en-Chaussée - Péronne et en ajoutant son numéro à celui de la RN 37 entre Péronne et Arras. Finalement, la RN 44 a repris son ancien parcours vers Bonavis et même Cambrai en remplaçant, entre Bonavis et Cambrai  la RN 17, le parcours vers Arras étant attribué aux RN 29, RD 44 et RN 17. 
Le décret du 5 décembre 2005 prévoit de ne conserver presque rien de la RN 44 historique. Le seul tronçon subsistant en plus de celui de l'ancienne RN 4 entre Châlons-en-Champagne et Vitry-le-François sera celui de La Veuve à Châlons-en-Champagne.
La loi n° 2022-217 du 21 février 2022 prévoit le transfert des routes nationales aux collectivités volontaires. La nationale 44 sera mise à disposition en intégralité à la région Grand Est. Initialement prévu le 1er janvier 2024, elle se fera finalement le 1er janvier 2025

## Anciens tracés

### D'Arras à Saint-Quentin

#### D'Arras à Bapaume (D 917)
- Arras
- Ervillers
- Bapaume

#### De Bapaume à Péronne (D 917, D 1017)
- Bapaume
- Beaulencourt
- Le Transloy
- Sailly-Saillisel
- Rancourt
- Bouchavesnes-Bergen
- Péronne

#### De Péronne à Saint-Quentin (D 44, D 1029)
- Péronne
- Estrées-en-Chaussée
- Pœuilly
- Vermand
- Holnon
- Saint-Quentin

### De Cambrai à La Veuve

#### Nord (D 644)
Depuis 2006, la route nationale est déclassée en RD 644 dans le département de la Nord jusqu'à la limite avec le département de l'Aisne
- Cambrai (km 0)
- Rumilly-en-Cambrésis (km 6)
- Masnières (km 7)
- Bonavis, commune de Banteux (km 12)
- Rancourt, commune de Honnecourt-sur-Escaut (km 15)

#### Aisne (D 1044)
À l'entrée dans l'Aisne, la route nationale est déclassée en RD 1044 dans le département jusqu'à la limite avec le département de la Marne depuis 2006.

##### Tracé de Gouy à Saint-Quentin
- Gouy (km 20)
- Le Catelet (km 20)
- Bellicourt (km 25)
- Riqueval, commune de Bellicourt (km 26)
- La Baraque, commune de Bellenglise (km 29)
- Saint-Quentin (km 38)

##### Tracé de Saint-Quentin à Laon
- Saint-Quentin (km 38)
- Cornet-d'Or, commune d'Urvillers (km 45)
- La Guinguette, commune de Moÿ-de-l'Aisne (km 50)
- Vendeuil (km 54)
- Travecy (km 57)
- La Fère (km 60)
- Fressancourt (km 66)
- Fourdrain (km 70)
- Crépy-en-Laonnois (km 73)
- Laon (km 86)

##### Tracé de Laon à Berry-au-Bac
- Laon (km 86)
- Festieux (km 98)
- La Maison-Rouge, commune d'Aubigny-en-Laonnois (km 102)
- Corbeny (km 106)
- La Musette, commune de La Ville-aux-Bois-lès-Pontavert (km 111)
- Berry-au-Bac (km 115)

#### Marne (RD 944)
À l'entrée du département de la Marne, la route nationale est déclassée en RD 944 jusqu'à La Veuve depuis 2006

##### De la limite à Reims
- Limite de l'Aisne et de la Marne (km 116)
- Reims (km 133)

##### Tracé de Reims à La Veuve
- Reims (km 133)
- Sillery (km 145)
- Beaumont-sur-Vesle (km 150)
- Les Petites-Loges (km 155)
- Les Grandes-Loges (km 165)
- La Veuve (km 169)

## Tracé actuel
À partir de La Veuve, la RD 944 redevient la route nationale 44 jusqu'à Vitry-le-François.

### Tracé de La Veuve à Châlons-en-Champagne
- La Veuve (km 0) (km 169)
- Châlons-en-Champagne (km 9) (km 178)

### Tracé de Châlons-en-Champagne à Vitry-le-François
- Châlons-en-Champagne (km 9) (km 178)
- Saint-Memmie (km 10) (km 179)
- Moncetz-Longevas (km 16) (km 185)
- Chepy (km 18) (km 187)
- Pogny (km 23) (km 192)
- La Chaussée-sur-Marne (km 27) (km 196)
- Gravelines, commune de Couvrot-en-Perthois (km 38) (km 207)
- Vitry-le-François (km 42) (km 211)

## Longueurs des tronçons
| RN 44 jusqu’en 1950             | RN 44 jusqu’en 1950         | RN 44 jusqu’en 1950 | RN 44 de 1950 à 1972            | RN 44 de 1950 à 1972         | RN 44 de 1950 à 1972 | RN 44 de 1972 à 2006            | RN 44 de 1972 à 2006         | RN 44 de 1972 à 2006 | Actuellement                    | Actuellement |
| Tronçon                         | Statut                      | Longueur            | Tronçon                         | Statut                       | Longueur             | Tronçon                         | Statut                       | Longueur             | Tronçon                         | Longueur     |
| ------------------------------- | --------------------------- | ------------------- | ------------------------------- | ---------------------------- | -------------------- | ------------------------------- | ---------------------------- | -------------------- | ------------------------------- | ------------ |
|                                 |                             |                     | D'Arras à Péronne               | D 917, D 1017                | 42 km                |                                 |                              |                      |                                 |              |
| De Bonavis à Saint-Quentin      | D 644, D 1044               | 24 km               | De Péronne à Saint-Quentin      | D 44, D 1029                 | 29 km                | De Cambrai à Saint-Quentin      | D 644, D 1044                | 38 km                |                                 |              |
| De Saint-Quentin à Reims        | D 1044, D 944               | 95 km               | De Saint-Quentin à Reims        | D 1044, D 944                | 95 km                | De Saint-Quentin à Reims        | D 1044, D 944                | 95 km                |                                 |              |
| De Reims à La Veuve             | D 944                       | 36 km               | De Reims à La Veuve             | D 944                        | 36 km                | De Reims à La Veuve             | D 944                        | 36 km                |                                 |              |
| De La Veuve à Châlons-sur-Marne | N 44                        | 9 km                | De La Veuve à Vitry-le-François | N 44                         | 42 km                | De La Veuve à Vitry-le-François | N 44                         | 42 km                | De La Veuve à Vitry-le-François | 42 km        |
| Total (RN 44 jusqu’en 1950)     | Total (RN 44 jusqu’en 1950) | 164 km              | Total (RN 44 de 1950 à 1972)    | Total (RN 44 de 1950 à 1972) | 244 km               | Total (RN 44 de 1972 à 2006)    | Total (RN 44 de 1972 à 2006) | 211 km               | Total (actuellement)            | 42 km        |

1. ↑  Double numération N 37-N 44
2. ↑  Avant la reprise par la N 44bis
3. ↑  Reprise des tronçons des N 338 et N 336
4. ↑  Reprise du tronçon de la N 17 entre Cambrai et Bonavis, puis reprise de la N 44bis
5. ↑  Reprise du tronçon de la N 4 entre Châlons-en-Champagne et Vitry-le-François